# Brassó vármegye

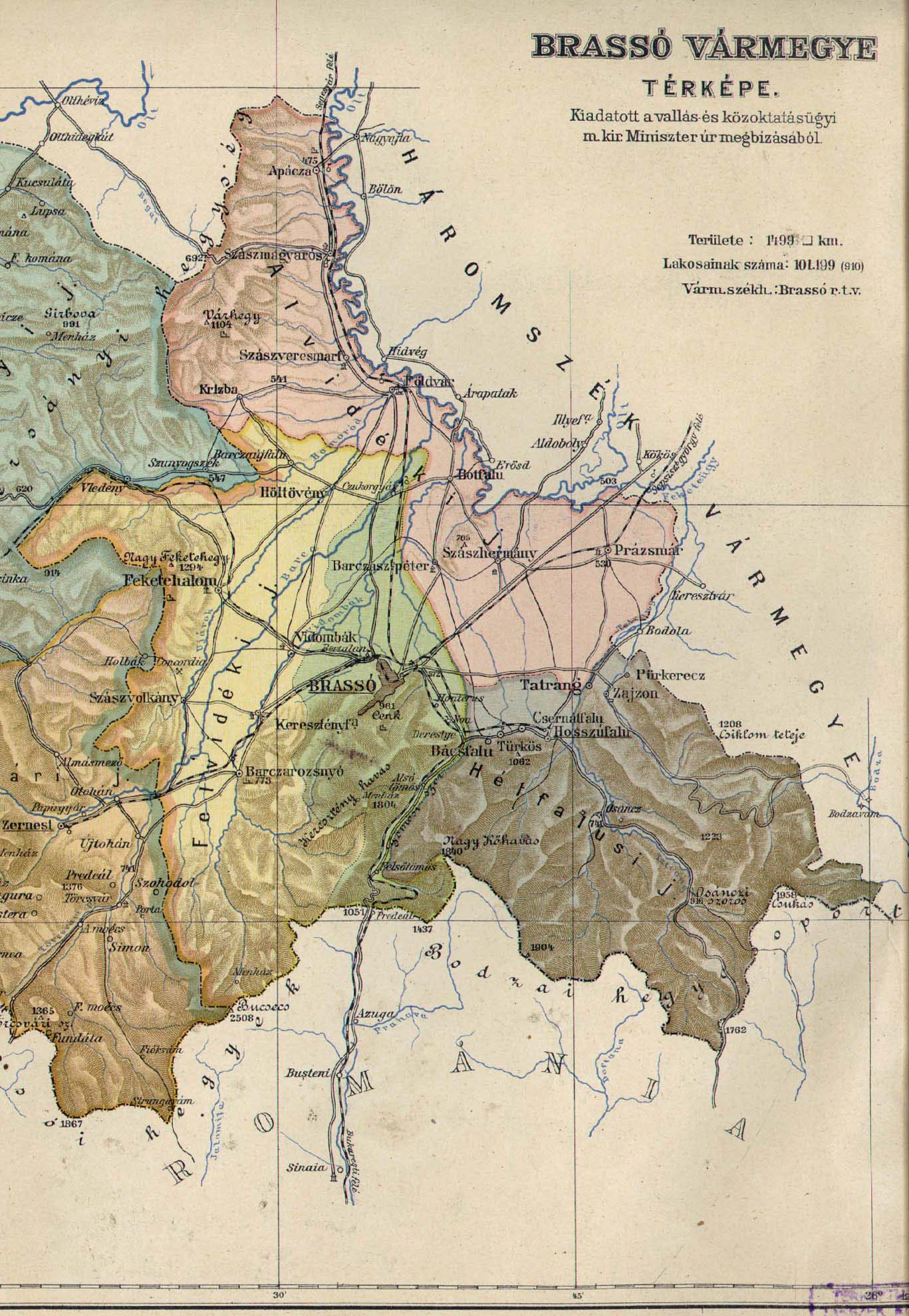
Brassó vármegye közigazgatási térképe 1910-ből

Brassó vármegye (románul: Comitatul Brașov) közigazgatási egység volt a Magyar Királyság erdélyi részében. Magyarország egyik legkisebb vármegyéje, az erdélyi szászok kulturális központja volt. Területe ma Romániához tartozik. Keletről Háromszék vármegye, nyugatról pedig Fogaras vármegye és Nagy-Küküllő vármegye határolta. Központja Brassó volt.

## Földrajz
Az egykori Brassó vármegye teljes területe hegység és hegyközi medence, folyóvölgy. A vármegye területének nagy részén a Persányi-hegység és a Bodzai-havasok egy része volt található. Jelentős déli hegykerete egyben határhegy is volt Románia felé. Ezek nyugatról keletre haladva: a Bucsecs egy része, a Keresztényhavas, a Nagykőhavas, a Lóhavas és a Csukás. Legfontosabb folyója az Olt. Főbb  folyóvizei még a Tatrang és a Barca patakai.

## Történelem
Brassó régiót a 12. században alapították a betelepülő németek. 1876-ban vált a régió vármegyévé, amikor Erdély közigazgatása jelentősen megváltozott.

## Lakosság
A lakosság száma 1880-ban 83 929 volt. Közülük 23 948 magyar (28,53%), 26 579 német (31,67%), 29 250 román (34,85%) anyanyelvű volt.
1910-ben a vármegye összlakossága 101199 személy volt, ebből 33 886 (35,5%) román, 31 191 (32,6%) magyar, 29 415 (30,8%) német.
| Népszámlalás | összesen | Magyar nyelv    | Román nyelv      | Német nyelv     | egyéb         |
| ------------ | -------- | --------------- | ---------------- | --------------- | ------------- |
| 1880         | 83.929   | 23.948 (29,62%) | 29.250 (36,18%)  | 26.579 (32,87%) | 1.074 (1,33%) |
| 1890         | 86.777   | 26.116 (30,10%) | 31.106 (35,85%)  | 27.802 (32,04%) | 1.753 (2,02%) |
| 1900         | 95.565   | 31.191 (32,64%) | 33.886 (35,46%)  | 29.415 (30,78%) | 1.073 (1,12%) |
| 1910         | 101.199  | 35.372 (34,95%) | 35.091 (34,68%)  | 29.542 (29,19%) | 1.194 (1,18%) |
| 1920         | 101.953  | 33.584 (32,94%) | 36.138 (35,44%)  | 30.281(29.78%)  | 1.950 (1,91%) |
| 1930         | 168.125  | 44.761 (26,6%)  | 83.948 (49,9%)   | 33.348 (19,8%)  | --            |
| 1948         | 203.724  | 37.511 (18,41%) | 140.818 (69,12%) | 23.399 (11,49%) | --            |

## Közigazgatás

### Járások
A vármegye községei fennállása alatt mindvégig az alábbi három járáshoz voltak beosztva:
- Alvidéki járás, székhelye Földvár
- Felvidéki járás, székhelye 1894-ig Feketehalom, azután Brassó
- Hétfalusi járás, székhelye Hosszúfalu

### Város
A vármegyéhez egyetlen város tartozott, a megyeszékhely Brassó, melynek rangja rendezett tanácsú város volt, emellett törvényesen használta a történelmi szabad királyi városi címet is.